# 空港使用料
空港使用料（くうこうしようりょう）とは、空港を利用した航空機（民間機）の運航主体及びその旅客に対し、その空港の管理主体（航空当局や空港会社等）が課す料金等の総称である。

## 概要
空港使用料は空港使用の対価として空港の管理主体より請求される。料金は航空会社等の運航主体に課されるものと旅客に課されるものに大別される。
一般旅客に課すものは予め航空券購入の際に運賃に上乗せされ、航空会社を介して空港の管理主体に支払われることが多い。
日本の航空会社のコストに占める空港使用料（着陸料、旅客施設使用料、停留料等）の割合は10%程度である。

## 主な空港使用料
空港使用料の内容や名称はその空港の料金政策により様々であり、ここでは一般的な料金を挙げる。
| 料金名称             | 概要 |
| -------------------- | --- |
| 着陸料               | 着陸時に航空機が空港のインフラストラクチャーを使用した対価として運航主体に課される料金。着陸毎に当該機体の最大離陸重量に応じて請求されるのが一般的。 |
| 停留料               | 一定の時間以上空港内に停留する航空機について、運航主体に課される料金。日本では停留時間と航空機の最大離陸重量に応じて加算される 。 |
| 旅客取扱施設利用料   | ターミナルビルを使用する旅客に対して課される料金。旅客サービス施設使用料とも呼ばれる。共用スペースの諸施設や、空港情報表示システムなどの、旅客サービス設備の整備・運営費用に充当される。略称は PSFC（Passenger Service Facility Charge）または PFC（Passenger Facility Charge）。空港の滞在時間が長く、設備が充実している出発エリアを使用することから、出発客にのみ課すことが多い。 |
| 旅客保安サービス料   | 保安検査や受託手荷物検査を受ける旅客に対して課される料金。保安検査及び受託手荷物検査に必要な人件費の他、爆発物探知装置や金属探知機等の設備費、旅客ターミナルビルの保安維持等の空港警備に充当される。略称は PSSC（Passenger Security Service Charge）。世界の空港では Security Service Surcharge 等の名称が用いられる。                                                              |
| 搭乗橋使用料         | ターミナルビルに付属する搭乗橋を使用する運航主体に対して課される料金。 |
| 手荷物取扱施設使用料 | バゲージハンドリングシステム（BHS）を使用する運航主体に対して課される料金。 |
| 空港税               | 国や空港毎に、空港整備料（Airport improvement fee）、入国審査料(Immigration Inspection Fee)、税関審査料(Customs Fees)、通行税（Transportation Tax）、出国税（Embark Tax、Departure Tax）、外国人入国税(Alien Tax)等、様々な名称で空港の利用者から租税が徴収される。旅行業界等では、旅客に課されるものをまとめて（実際には租税でない料金であっても）「空港税」と呼ぶことがある。     |

## 世界の主な空港別国際線旅客1人当たりの空港使用料
成田国際空港株式会社2016年3月期決算説明会資料より
- 主要前提条件（2016年4月1日時点）
  - 機種：ボーイング777-200型
  - 最大離陸重量：276ｔ
  - 搭乗者数：184人
  - 搭載貨物量：31.2ｔ
  - 1米ドル= 113円、ほか為替レートは2016年4月1日時点
  - 使用料の通貨単位はいずれも「円」

| 国             | 空港                 | 総額   | 着陸料 | 運航主体負担 | 旅客負担 |
| -------------- | -------------------- | ------ | ------ | ------------ | -------- |
| 日本           | 羽田                 | 7,249  | 3,600  | 1,079        | 2,570    |
| 日本           | 成田                 | 5,724  | 2,325  | 789          | 2,610    |
| 日本           | 関西                 | 6,664  | 2,985  | 639          | 3,040    |
| 日本           | 中部                 | 5,746  | 2,490  | 686          | 2,570    |
| アメリカ合衆国 | ジョン・F・ケネディ  | 10,949 | 2,375  | 349          | 8,225    |
| イギリス       | ヒースロー           | 26,264 | 1,165  | 3,407        | 21,692   |
| フランス       | シャルル・ド・ゴール | 9,753  | 1,054  | 1,286        | 7,413    |
| ドイツ         | フランクフルト       | 13,801 | 903    | 2,799        | 10,099   |
| カナダ         | トロント             | 7,273  | 2,274  | 2,714        | 2,285    |
| 韓国           | 仁川                 | 3,341  | 1,290  | 351          | 1,700    |
| シンガポール   | チャンギ             | 4,374  | 1,433  | 76           | 2,865    |
| 香港           | 香港                 | 4,444  | 1,487  | 152          | 2,805    |
| 中国           | 上海浦東             | 5,141  | 1,235  | 865          | 3,041    |
| オーストラリア | シドニー             | 11,590 | 0      | 1,453        | 10,137   |